# Hummingbird Highway
La Hummingbird Highway, littéralement Grande route du Colibri en anglais, est l'une des cinq routes principales du Belize, pays d'Amérique centrale. Elle relie la George Price Highway aux environs de Belmopan, la capitale, à la Thomas Vincent Ramos Highway près de Dangriga. Elle suit partiellement, et utilise parfois l'infrastructure de l'ancienne voie ferrée de Stann Creek.

## Présentation

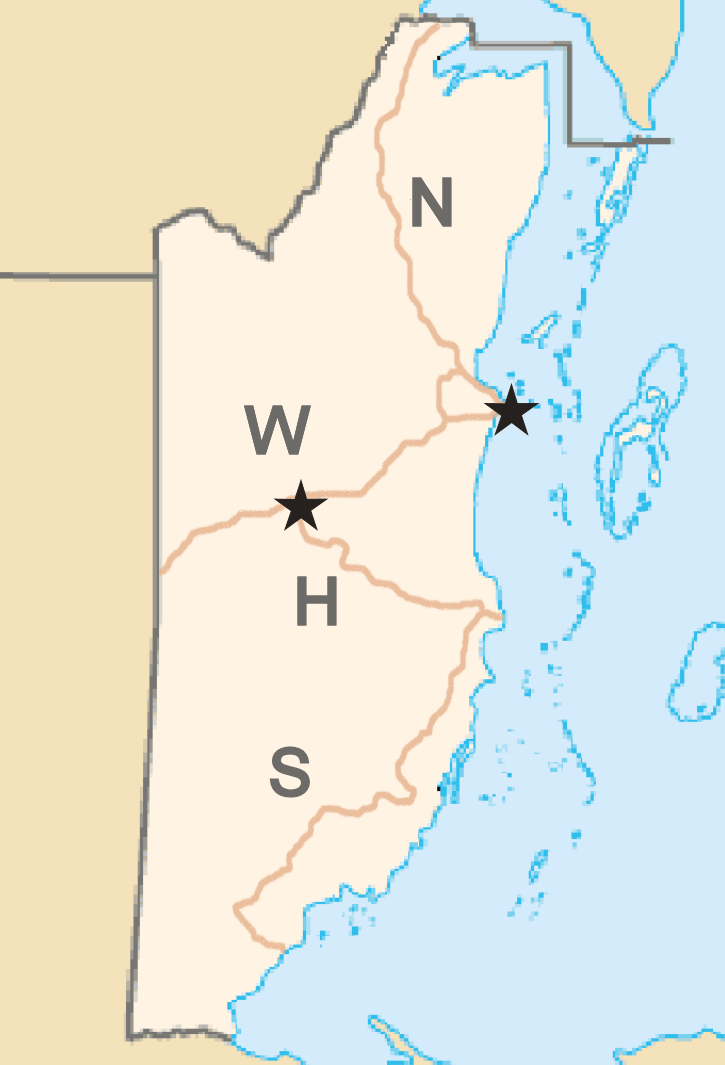
Carte du Belize représentant le réseau routier principal du pays avec la Hummingbird Highway en H.

Avant les années 1990, la route est en terrain naturel. La circulation pouvait y être difficile selon la météo et un certain nombres de cours d'eau étaient traversés avec de simples planches en bois en guise de pont. Entre 1990 et 1994, la route est entièrement refaite. Elle est transformée en une route à deux voies bituminées, et un système de drainage et plusieurs ponts sont construits.
Un nouveau pont est achevé sur la rivière Sibun en 2004,, et un nouveau pont inauguré en 2006 sur Silver Creek ; cependant, il existe encore de nombreux ponts délabrés à une voie sur de nombreux ruisseaux et cours d'eau.
La Hummingbird Highway est la seule grande route du Belize à traverser les montagnes du pays. Elle traverse aussi des vergers d'agrumes.

## Liste des jonctions
| District    | Miles | Km   | Destination                                                                             |
| ----------- | ----- | ---- | --------------------------------------------------------------------------------------- |
| Cayo        | 0.0   | 0.0  | George Price Highway                                                                    |
|             | 0.7   | 1.2  | Forest Drive, accès nord à Belmopan                                                     |
|             | 1.4   | 2.3  | Constitution Drive ; carrefour giratoire ; artère principale vers le centre de Belmopan |
|             | 18.6  | 29.9 | Pont sur la rivière Sibun                                                               |
|             | 34.7  | 55.8 | Pont sur la rivière Mullins                                                             |
| Stann Creek | 45.7  | 73.6 | Extrémité sud de la Manuel Esquivel Highway (anciennement Manatee Highway)              |
|             | 48.2  | 77.6 | Thomas Vincent Ramos Highway                                                            |
|             | 53.7  | 86.4 | Fin de la route au rond-point, rejoignant la rue Havana à Dangriga                      |